# Biathlon aux Jeux olympiques de 1976
Pour des articles plus généraux, voir Biathlon aux Jeux olympiques et Jeux olympiques d'hiver de 1976.
Navigation
Sapporo 1972 Lake Placid 1980
Les épreuves de biathlon aux Jeux olympiques d'hiver de 1976 ont lieu à Seefeld in Tirol les 6 et 13 février 1976.

## Médailles

### Podiums
| Épreuves                              | Or                                                                                   | Argent                                                          | Bronze                                                                      |
| ------------------------------------- | ------------------------------------------------------------------------------------ | --------------------------------------------------------------- | --------------------------------------------------------------------------- |
| 20 km individuel résultats détaillés  | Nikolaï Krouglov (URS)                                                               | Heikki Ikola (FIN)                                              | Aleksandr Yelizarov (URS)                                                   |
| Relais 4 × 7,5 km résultats détaillés | Union soviétique Aleksandr Yelizarov Ivan Byakov Nikolaï Krouglov Alexandre Tikhonov | Finlande Henrik Flöjt Esko Saira Juhani Suutarinen Heikki Ikola | Allemagne de l'Est Karl-Heinz Menz Frank Ullrich Manfred Beer Manfred Geyer |

### Tableau des médailles
| Rang  | Nation             | Or | Argent | Bronze | Total |
| ----- | ------------------ | -- | ------ | ------ | ----- |
| 1     | Union soviétique   | 2  | 0      | 1      | 3     |
| 2     | Finlande           | 0  | 2      | 0      | 2     |
| 3     | Allemagne de l'Est | 0  | 0      | 1      | 1     |
| Total | Total              | 2  | 2      | 2      | 6     |

## Résultats

### 20 km individuel
L'épreuve de 20 kilomètres se déroule le 6 février.
| Rang                                | Athlète               | Nationalité          | Temps réel        | Pénalités (minutes) | Résultat          | Retard         |
| ----------------------------------- | --------------------- | -------------------- | ----------------- | ------------------- | ----------------- | -------------- |
| Médaille d'or, Jeux olympiques      | Nikolaï Krouglov      | Union soviétique     | 1 h 12 min 12 s 3 | 2                   | 1 h 14 min 12 s 3 | -              |
| Médaille d'argent, Jeux olympiques  | Heikki Ikola          | Finlande             | 1 h 13 min 54 s 1 | 2                   | 1 h 15 min 54 s 1 | +1 min 41 s 8  |
| Médaille de bronze, Jeux olympiques | Aleksandr Yelizarov   | Union soviétique     | 1 h 13 min 05 s 6 | 3                   | 1 h 16 min 05 s 6 | +1 min 53 s 3  |
| 4                                   | Willy Bertin          | Italie               | 1 h 13 min 50 s 4 | 3                   | 1 h 16 min 50 s 4 | +2 min 38 s 1  |
| 5                                   | Alexandre Tikhonov    | Union soviétique     | 1 h 10 min 18 s 3 | 7                   | 1 h 17 min 18 s 3 | +3 min 06 s 1  |
| 6                                   | Esko Saira            | Finlande             | 1 h 15 min 32 s 8 | 2                   | 1 h 17 min 32 s 8 | +3 min 20 s 6  |
| 7                                   | Lino Jordan           | Italie               | 1 h 15 min 49 s 8 | 2                   | 1 h 17 min 49 s 8 | +3 min 37 s 6  |
| 8                                   | Sune Adolfsson        | Suède                | 1 h 16 min 00 s 5 | 2                   | 1 h 18 min 00 s 5 | +3 min 48 s 2  |
| 9                                   | Tor Svendsberget      | Norvège              | 1 h 15 min 10 s 1 | 3                   | 1 h 18 min 10 s 1 | +3 min 57 s 9  |
| 10                                  | Lars-Göran Arwidson   | Suède                | 1 h 13 min 34 s 4 | 5                   | 1 h 18 min 34 s 4 | +4 min 22 s 1  |
| 11                                  | Heinrich Mehringer    | Allemagne de l'Ouest | 1 h 16 min 49 s 1 | 2                   | 1 h 18 min 49 s 1 | +4 min 36 s 9  |
| 12                                  | Manfred Geyer         | Allemagne de l'Est   | 1 h 13 min 11 s 4 | 6                   | 1 h 19 min 11 s 4 | +4 min 59 s 1  |
| 13                                  | Juhani Suutarinen     | Finlande             | 1 h 17 min 25 s 9 | 2                   | 1 h 19 min 25 s 9 | +5 min 13 s 6  |
| 14                                  | Hansruedi Süssli      | Suisse               | 1 h 16 min 53 s 7 | 3                   | 1 h 19 min 53 s 7 | +5 min 41 s 5  |
| 15                                  | Karl-Heinz Wolf       | Allemagne de l'Est   | 1 h 15 min 06 s 9 | 5                   | 1 h 20 min 06 s 9 | +5 min 54 s 6  |
| 16                                  | Gheorghe Voicu        | Roumanie             | 1 h 16 min 01 s 5 | 5                   | 1 h 21 min 01 s 5 | +6 min 49 s 3  |
| 17                                  | Antonín Kříž          | Tchécoslovaquie      | 1 h 17 min 11 s 4 | 4                   | 1 h 21 min 11 s 4 | +6 min 59 s 1  |
| 18                                  | Kjell Hovda           | Norvège              | 1 h 16 min 24 s 4 | 5                   | 1 h 21 min 24 s 5 | +7 min 12 s 2  |
| 19                                  | Jan Szpunar           | Pologne              | 1 h 17 min 27 s 2 | 4                   | 1 h 21 min 27 s 2 | +7 min 14 s 9  |
| 20                                  | Svein Engen           | Norvège              | 1 h 14 min 27 s 2 | 7                   | 1 h 21 min 27 s 2 | +7 min 15 s 0  |
| 21                                  | Alfred Eder           | Autriche             | 1 h 14 min 42 s 5 | 8                   | 1 h 22 min 42 s 5 | +8 min 30 s 3  |
| 22                                  | René Arpin            | France               | 1 h 13 min 50 s 9 | 9                   | 1 h 22 min 50 s 9 | +8 min 38 s 7  |
| 23                                  | Pierantonio Clementi  | Italie               | 1 h 16 min 08 s 9 | 7                   | 1 h 23 min 08 s 9 | +8 min 56 s 6  |
| 24                                  | Ladislav Žižka        | Tchécoslovaquie      | 1 h 19 min 09 s 0 | 4                   | 1 h 23 min 09 s 0 | +8 min 56 s 8  |
| 25                                  | Albert Mächler        | Suisse               | 1 h 17 min 28 s 7 | 6                   | 1 h 23 min 28 s 7 | +9 min 16 s 4  |
| 26                                  | Josef Niedermeier     | Allemagne de l'Ouest | 1 h 18 min 33 s 6 | 5                   | 1 h 23 min 33 s 6 | +9 min 21 s 4  |
| 27                                  | Manfred Beer          | Allemagne de l'Est   | 1 h 18 min 42 s 5 | 5                   | 1 h 23 min 42 s 5 | +9 min 30 s 2  |
| 28                                  | Khristo Madzharov     | Bulgarie             | 1 h 18 min 02 s 6 | 6                   | 1 h 24 min 02 s 6 | +9 min 50 s 4  |
| 29                                  | Wojciech Truchan      | Pologne              | 1 h 16 min 09 s 9 | 8                   | 1 h 24 min 09 s 9 | +9 min 57 s 7  |
| 30                                  | Graeme Ferguson       | Grande-Bretagne      | 1 h 18 min 18 s 1 | 6                   | 1 h 24 min 18 s 1 | +10 min 05 s 8 |
| 31                                  | Hiroyuki Deguchi      | Japon                | 1 h 20 min 53 s 9 | 4                   | 1 h 24 min 53 s 9 | +10 min 41 s 7 |
| 32                                  | Gheorghe Gârniţă      | Roumanie             | 1 h 17 min 00 s 7 | 8                   | 1 h 25 min 00 s 7 | +10 min 48 s 4 |
| 33                                  | Jean-Claude Viry      | France               | 1 h 18 min 09 s 5 | 7                   | 1 h 25 min 09 s 5 | +10 min 57 s 2 |
| 34                                  | Alois Kanamüller      | Allemagne de l'Ouest | 1 h 17 min 25 s 3 | 8                   | 1 h 25 min 25 s 3 | +11 min 13 s 0 |
| 35                                  | Lyle Nelson           | États-Unis           | 1 h 15 min 27 s 5 | 10                  | 1 h 25 min 27 s 5 | +11 min 15 s 2 |
| 36                                  | Malcolm Hirst         | Grande-Bretagne      | 1 h 16 min 53 s 0 | 9                   | 1 h 25 min 53 s 0 | +11 min 40 s 7 |
| 37                                  | Franz-Josef Weber     | Autriche             | 1 h 16 min 14 s 9 | 10                  | 1 h 26 min 14 s 9 | +12 min 02 s 7 |
| 38                                  | Manabu Suzuki         | Japon                | 1 h 19 min 35 s 8 | 7                   | 1 h 26 min 35 s 8 | +12 min 23 s 5 |
| 39                                  | Jeffrey Stevens       | Grande-Bretagne      | 1 h 18 min 15 s 9 | 9                   | 1 h 27 min 15 s 9 | +13 min 03 s 6 |
| 40                                  | Christian Danuser     | Suisse               | 1 h 20 min 16 s 4 | 7                   | 1 h 27 min 16 s 4 | +13 min 04 s 2 |
| 41                                  | Kazuo Sasakubo        | Japon                | 1 h 21 min 35 s 3 | 6                   | 1 h 27 min 35 s 3 | +13 min 23 s 0 |
| 42                                  | Aimé Gruet-Masson     | France               | 1 h 18 min 35 s 8 | 9                   | 1 h 27 min 35 s 8 | +13 min 23 s 5 |
| 43                                  | Iliya Todorov         | Bulgarie             | 1 h 20 min 57 s 6 | 7                   | 1 h 27 min 57 s 6 | +13 min 45 s 3 |
| 44                                  | Josef Malínský        | Tchécoslovaquie      | 1 h 19 min 09 s 2 | 9                   | 1 h 28 min 09 s 2 | +13 min 56 s 9 |
| 45                                  | Nicolae Cristoloveanu | Roumanie             | 1 h 20 min 15 s 5 | 8                   | 1 h 28 min 15 s 5 | +14 min 03 s 3 |
| 46                                  | Andrzej Rapacz        | Pologne              | 1 h 18 min 30 s 8 | 10                  | 1 h 28 min 30 s 8 | +14 min 18 s 6 |
| 47                                  | Martin Hagen          | États-Unis           | 1 h 20 min 49 s 2 | 8                   | 1 h 28 min 49 s 2 | +14 min 36 s 9 |
| 48                                  | Torsten Wadman        | Suède                | 1 h 15 min 20 s 3 | 15                  | 1 h 30 min 20 s 3 | +16 min 08 s 1 |
| 49                                  | Klaus Farbmacher      | Autriche             | 1 h 20 min 31 s 1 | 16                  | 1 h 36 min 31 s 1 | +22 min 18 s 8 |
| 50                                  | Ueng Ming-Yih         | Taipei chinois       | 1 h 32 min 09 s 4 | 10                  | 1 h 42 min 09 s 4 | +27 min 57 s 1 |
| 51                                  | Shen Li-Chien         | Taipei chinois       | 1 h 49 min 32 s 9 | 9                   | 1 h 58 min 32 s 9 | +44 min 20 s 6 |
| -                                   | Peter Dascoulias      | États-Unis           | DNF               | -                   | -                 | -              |

### Relais 4 × 7,5 km
Le relais 4 × 7,5 kilomètres se déroule le 13 février.
| Rang                                | Équipe                                                                               | Pénalités  | Résultats                                                                      |
| ----------------------------------- | ------------------------------------------------------------------------------------ | ---------- | ------------------------------------------------------------------------------ |
| Médaille d'or, Jeux olympiques      | Union soviétique Aleksandr Yelizarov Ivan Biakov Nikolaï Krouglov Alexandre Tikhonov | 0          | 1 h 57 min 55 s 64 29 min 47 s 44 30 min 16 s 79 29 min 04 s 80 28 min 46 s 61 |
| Médaille d'argent, Jeux olympiques  | Finlande Henrik Flöjt Esko Saira Juhani Suutarinen Heikki Ikola                      | 2 1 0 1 0  | 2 h 01 min 45 s 58 32 min 00 s 19 29 min 12 s 47 30 min 52 s 23 29 min 40 s 69 |
| Médaille de bronze, Jeux olympiques | Allemagne de l'Est Karl-Heinz Menz Frank Ullrich Manfred Beer Manfred Geyer          | 5 0 4 1 0  | 2 h 04 min 08 s 61 31 min 02 s 18 32 min 47 s 28 31 min 30 s 01 28 min 49 s 14 |
| 4                                   | Allemagne de l'Ouest Heinrich Mehringer Gerd Winkler Josef Keck Claus Gehrke         | 4 0 1 3 0  | 2 h 04 min 11 s 86 30 min 38 s 46 30 min 42 s 83 32 min 15 s 08 30 min 35 s 49 |
| 5                                   | Norvège Kjell Hovda Terje Hanssen Svein Engen Tor Svendsberget                       | 6 2 3 0 1  | 2 h 05 min 10 s 28 33 min 24 s 66 31 min 20 s 50 29 min 20 s 67 31 min 04 s 45 |
| 6                                   | Italie Lino Jordan Pierantonio Clementi Luigi Weiss Willy Bertin                     | 3 1 0 1    | 2 h 06 min 16 s 55 31 min 52 s 53 31 min 45 s 82 30 min 59 s 51 31 min 38 s 69 |
| 7                                   | France René Arpin Yvon Mougel Marius Falquy Jean-Claude Viry                         | 5 2 0 1 2  | 2 h 07 min 34 s 42 32 min 17 s 67 29 min 58 s 45 31 min 40 s 41 33 min 37 s 89 |
| 8                                   | Suède Mats-Åke Lantz Torsten Wadman Sune Adolfsson Lars-Göran Arwidson               | 8 3 2 0    | 2 h 08 min 46 s 90 32 min 44 s 58 32 min 45 s 74 31 min 59 s 45 31 min 17 s 13 |
| 9                                   | Tchécoslovaquie Ladislav Žižka Miroslav Soviš Antonín Kříž Zdeněk Pavlíček           | 4 0 1 3 0  | 2 h 09 min 06 s 63 31 min 45 s 67 31 min 49 s 07 32 min 32 s 81 32 min 59 s 08 |
| 10                                  | Roumanie Nicolae Cristoloveanu Gheorghe Voicu Victor Fontana Gheorghe Gârniţă        | 7 4 0 1 2  | 2 h 09 min 54 s 40 35 min 23 s 57 30 min 26 s 75 32 min 01 s 12 32 min 02 s 96 |
| 11                                  | États-Unis Lyle Nelson Dennis Donahue John Morton Peter Dascoulias                   | 4 0 2 1    | 2 h 10 min 17 s 72 30 min 29 s 17 33 min 11 s 78 33 min 09 s 08 33 min 27 s 69 |
| 12                                  | Pologne Jan Szpunar Andrzej Rapacz Ludwik Zięba Wojciech Truchan                     | 9 6 2 0 1  | 2 h 11 min 46 s 54 36 min 25 s 42 32 min 24 s 37 30 min 33 s 06 32 min 23 s 69 |
| 13                                  | Grande-Bretagne Malcolm Hirst Jeffrey Stevens Paul Gibbins Graeme Ferguson           | 8 3 1 2    | 2 h 11 min 54 s 36 33 min 33 s 15 32 min 20 s 13 32 min 37 s 31 33 min 23 s 77 |
| 14                                  | Japon Isao Ono Hiroyuki Deguchi Manabu Suzuki Yoshiyuki Shirate                      | 10 3 1 3   | 2 h 17 min 09 s 04 33 min 19 s 43 33 min 08 s 62 34 min 27 s 07 36 min 13 s 92 |
| 15                                  | Autriche Franz-Josef Weber Alfred Eder Klaus Farbmacher Josef Hones                  | 11 2 5 1 3 | 2 h 18 min 06 s 78 33 min 10 s 35 34 min 27 s 12 34 min 23 s 90 36 min 05 s 41 |